# 船川港駅
船川港駅（ふながわみなとえき）は、かつて秋田県男鹿市船川港にあった、日本貨物鉄道（JR貨物）の貨物駅である。男鹿線貨物支線の終着駅であった。電報略号は、フミ。

## 歴史
- 1937年（昭和12年）6月10日：鉄道省船川線（現・男鹿線）貨物支線の終着駅として開設[1]。貨物駅[1]。
- 1942年（昭和17年）4月1日：小荷物扱い開始[1]（一般駅化）。
- 1954年（昭和29年）9月1日：小荷物扱い廃止（貨物駅化）[1]。
- 1959年（昭和34年）4月：駅舎改築[2]。
- 1987年（昭和62年）4月1日：国鉄分割民営化に伴い、JR貨物の駅となる[1]。
- 2001年（平成13年）3月30日：貨物列車発着最終日[3]。
- 2002年（平成14年）1月1日：廃止。

## 駅構造
船川港にあった地上駅。ジャパンエナジー船川製油所（晩年は船川事業所）や小坂製錬の施設へ至る専用線が分岐していた。
小坂製錬専用線は、小坂製錬小坂線小坂駅から濃硫酸が輸送され、海陸中継地点となっていた。しかし、1999年10月に施設が秋田製錬飯島製錬所（秋田臨海鉄道秋田北港駅隣接）内へ移転したため、着駅が変更され廃止された。
ジャパンエナジー専用線は、製品の石油、機械油発送等に使用されていた。1959年8月より、脇本駅発送原油も輸送されていたが、原油産出量の低下に伴いタンクローリー輸送に転換され2001年3月30日限りで廃止された。この輸送が廃止されたことにより、当駅を発着する貨物列車は全廃された。

## 1985年時の常備貨車
- 共同石油所有
  - タキ1500形（石油類（ガソリン除く）専用）13両
  - タキ45000形（石油類（ガソリン除く）専用）10両
  - タキ3000形（ガソリン専用）1両
  - タキ9900形（ガソリン専用）5両
  - タキ35000形（ガソリン専用）15両
- 日本石油輸送所有
  - タキ1500形（石油類（ガソリン除く）専用）8両
  - タキ21000形（石油類（ガソリン除く）専用）4両
  - タキ45000形（石油類（ガソリン除く）専用）2両
  - タム500形（ガソリン専用）4両
  - タキ3000形（ガソリン専用）22両
  - タキ35000形（ガソリン専用）10両
  - タキ19500形（スチレンモノマー専用）1両

「昭和60年版私有貨車番号表」『トワイライトゾーンMANUAL13』ネコ・パブリッシング、2004年

## 駅周辺
- ジャパンエナジー（現：ENEOS）船川事業所

## 隣の駅
日本貨物鉄道（JR貨物）
男鹿線 貨物支線
男鹿駅 - 船川港駅